# Larry Perkins
Larry Clifton Perkins (Murrayville, Victoria, Australija, 18. ožujka 1950.) je bivši australski vozač automobilističkih utrka. Godine 1972. osvojio je naslov u Australskoj Formuli 2, a 1975. naslov prvaka u Europskoj Formuli 3. U Formuli 1 je upisao jedanaest nastupa 1976. i 1977., a najbolji rezultat mu je 8. mjesto na Velikoj nagradi Belgije 1976. Na utrci Bathurst 1000 je nastupao 26 puta od 1977. do 2003., a pobijedio je šest puta, od 1982. do 1984., te 1993., 1995. i 1997.

## Vanjske poveznice
- Larry Perkins - Driver Database
- Larry Perkins - Stats F1